# Veliki Jelnik
Veliki Jelnik – wieś w Słowenii, w gminie Lukovica. W 2018 roku liczyła 24 mieszkańców.